# HMS Venturer (P68)
| «Венчурер»                                                         | «Венчурер»                                                                                               | «Венчурер»                                                                                               |
| ------------------------------------------------------------------ | --- | --- |
| HMS Venturer (P68)                                                 | | |
|                                                                    | | |
| Підводний човен «Венчурер» у поході. 18 серпня 1943                | | |
| Верф                                                               | Vickers Shipbuilding and Engineering, Барроу-ін-Фернесс                                                  | Vickers Shipbuilding and Engineering, Барроу-ін-Фернесс                                                  |
| Під прапором                                                       | Велика Британія                                                                                          | Велика Британія                                                                                          |
| Належність                                                         | Військово-морські сили Великої Британії                                                                  | Військово-морські сили Великої Британії                                                                  |
| Порт приписки                                                      | Голі-Лох                                                                                                 | Голі-Лох                                                                                                 |
| Замовлення                                                         | 5 грудня 1941                                                                                            | 5 грудня 1941                                                                                            |
| Закладений                                                         | 25 серпня 1942                                                                                           | 25 серпня 1942                                                                                           |
| Спуск на воду                                                      | 4 травня 1943                                                                                            | 4 травня 1943                                                                                            |
| Введений до складу флоту                                           | 19 серпня 1943                                                                                           | 19 серпня 1943                                                                                           |
| Переданий                                                          | 1946 році проданий Королівським ВМС Норвегії, перейменований на KNM Utstein (S302)                       | 1946 році проданий Королівським ВМС Норвегії, перейменований на KNM Utstein (S302)                       |
| На службі                                                          | 1943—1946                                                                                                | 1943—1946                                                                                                |
| Бойовий досвід                                                     | Друга світова війна Битва за Атлантику                                                                   | Друга світова війна Битва за Атлантику                                                                   |
| Проєкт                                                             | | |
| Тип ПЧ                                                             | прибережний підводний човен                                                                              | прибережний підводний човен                                                                              |
| Основні характеристики                                             | | |
| Швидкість (надводна)                                               | 11,25 вузлів (20,8 км/год)                                                                               | 11,25 вузлів (20,8 км/год)                                                                               |
| Швидкість (підводна)                                               | 10 вузлів (18,6 км/год)                                                                                  | 10 вузлів (18,6 км/год)                                                                                  |
| Робоча глибина занурення                                           | 75 м | 75 м |
| Гранична глибина занурення                                         | 90 м | 90 м |
| Дальність плавання                                                 | 4 500 миль (8 300 км) на швидкості 11 вузлів (надводна) 70 миль (130 км) на швидкості 4 вузли (підводна) | 4 500 миль (8 300 км) на швидкості 11 вузлів (надводна) 70 миль (130 км) на швидкості 4 вузли (підводна) |
| Екіпаж                                                             | 37 офіцерів та матросів                                                                                  | 37 офіцерів та матросів                                                                                  |
| Розміри                                                            | | |
| Довжина найбільша (по КВЛ)                                         | 62,33 м                                                                                                  | 62,33 м                                                                                                  |
| Ширина корпусу найб.                                               | 4,9 м | 4,9 м |
| Середня осадка (по КВЛ)                                            | 4,65 м                                                                                                   | 4,65 м                                                                                                   |
| Водотоннажність надводна                                           | 545 тонн                                                                                                 | 545 тонн                                                                                                 |
| Силова установка                                                   | | |
| Дизель-електрична: 2 × дизельних двигуни Paxman 2 × електродвигуни | | |
| Гвинти                                                             | 2 | 2 |
| Потужність                                                         | 2 × 615 к.с. (дизелі) 825 к.с. (електродвигуни)                                                          | 2 × 615 к.с. (дизелі) 825 к.с. (електродвигуни)                                                          |
| Озброєння                                                          | | |
| Торпедно- мінне озброєння                                          | 4 × 533-мм торпедних апаратів 8 торпед                                                                   | 4 × 533-мм торпедних апаратів 8 торпед                                                                   |
| ППО                                                                | 1 × 76-мм гармати QF 3-inch 20 cwt                                                                       | 1 × 76-мм гармати QF 3-inch 20 cwt                                                                       |

| «Атстейн» (S302)          | «Атстейн» (S302)                | «Атстейн» (S302)                |
| ------------------------- | ------------------------------- | ------------------------------- |
| KNM Utstein (S302)        |                                 |                                 |
|                           |                                 |                                 |
|                           |                                 |                                 |
| Під прапором              | Норвегія                        | Норвегія                        |
| Належність                | Військово-морські сили Норвегії | Військово-морські сили Норвегії |
| Введений до складу флоту  | 1946                            | 1946                            |
| Виведений зі складу флоту | січень 1964                     | січень 1964                     |
| На службі                 | 1946—1964                       | 1946—1964                       |
| Сучасний статус           | списаний на брухт               | списаний на брухт               |
| Бойовий досвід            | Холодна війна                   | Холодна війна                   |
| Проєкт                    |                                 |                                 |
| Тип ПЧ                    | прибережний торпедний ДПЧ       | прибережний торпедний ДПЧ       |
| Основні характеристики    |                                 |                                 |
| Розміри                   |                                 |                                 |
| Озброєння                 |                                 |                                 |

«Венчурер» (англ. HMS Venturer (P68) — військовий корабель, прибережний підводний човен типу «V» Королівського військово-морського флоту Великої Британії часів Другої світової війни. Третій корабель з таким ім'ям.
Субмарина брала участь у бойових діях на морі в Другій світовій війні; корабель бився переважно біля норвезьких берегів.
Стала відомою завдяки унікальному випадку, коли підводний човен потопив ворожий підводний човен (німецький U-864), у той час, коли обидва кораблі перебували в підводному положенні.

## Історія створення
Підводний човен «Венчурер» був закладений 25 серпня 1942 року на верфі компанії Vickers Shipbuilding and Engineering у Барроу-ін-Фернесс. 4 травня 1943 року він був спущений на воду, а 19 серпня 1943 року увійшов до складу Королівських ВМС Великої Британії.

## Історія служби
2 березня 1944 року «Венчурер» торпедував і потопив німецьке судно Thor (2526 брт) у районі Штадланет, Норвегія. 15 квітня він торпедував і потопив німецьке судно Friedrichshafen (1923 брт) приблизно за 15 миль на південний схід від Еґерсунд. 11 вересня корабель торпедував і потопив норвезьке торгове судно Vang (678 брт) приблизно за 4 милі на схід від острова Ліста. 13 вересня «Венчурер» випустив 3 торпеди по норвезькому судну Force (499 брт) на північний захід від Егерсунд; усі три торпеди пройшли повз ціль. Потім «Венчурер» відкрив вогонь з гармати, але змушений був перервати атаку, через обстріл берегових батарей.
11 листопада «Венчурер» потопив німецький підводний човен U-771 в Анд-фіорді, за 7 миль (13 км) на схід від Анденес, неподалік Лофотенських островів. 19 березня 1945 року британський човен торпедував і потопив німецьке судно Sirius (998 брт) у районі Намсус.
На початку лютого 1945 року «Венчурер» отримав наказ на основі розшифровок «Енігма» відшукати, перехопити та знищити U-864, який курсував у цьому районі. U-864 перевозив вантаж 65 тонн ртуті, а також частини реактивного двигуна Junkers Jumo 004B (використовуваний у Messerschmitt Me 262) до Японії, місія під кодовою назвою «Цезар». 9 лютого 1945 року «Венчурер» торпедував і потопив німецький підводний човен U-864 у Північному морі на захід від Бергена. Це єдиний відомий випадок у всій історії морської війни, коли один підводний човен затопив інший, тоді як обидва були занурені.